# Lençóis
Lençóis is een gemeente in de Braziliaanse deelstaat Bahia. De gemeente telt 10.774 inwoners (census 2022).

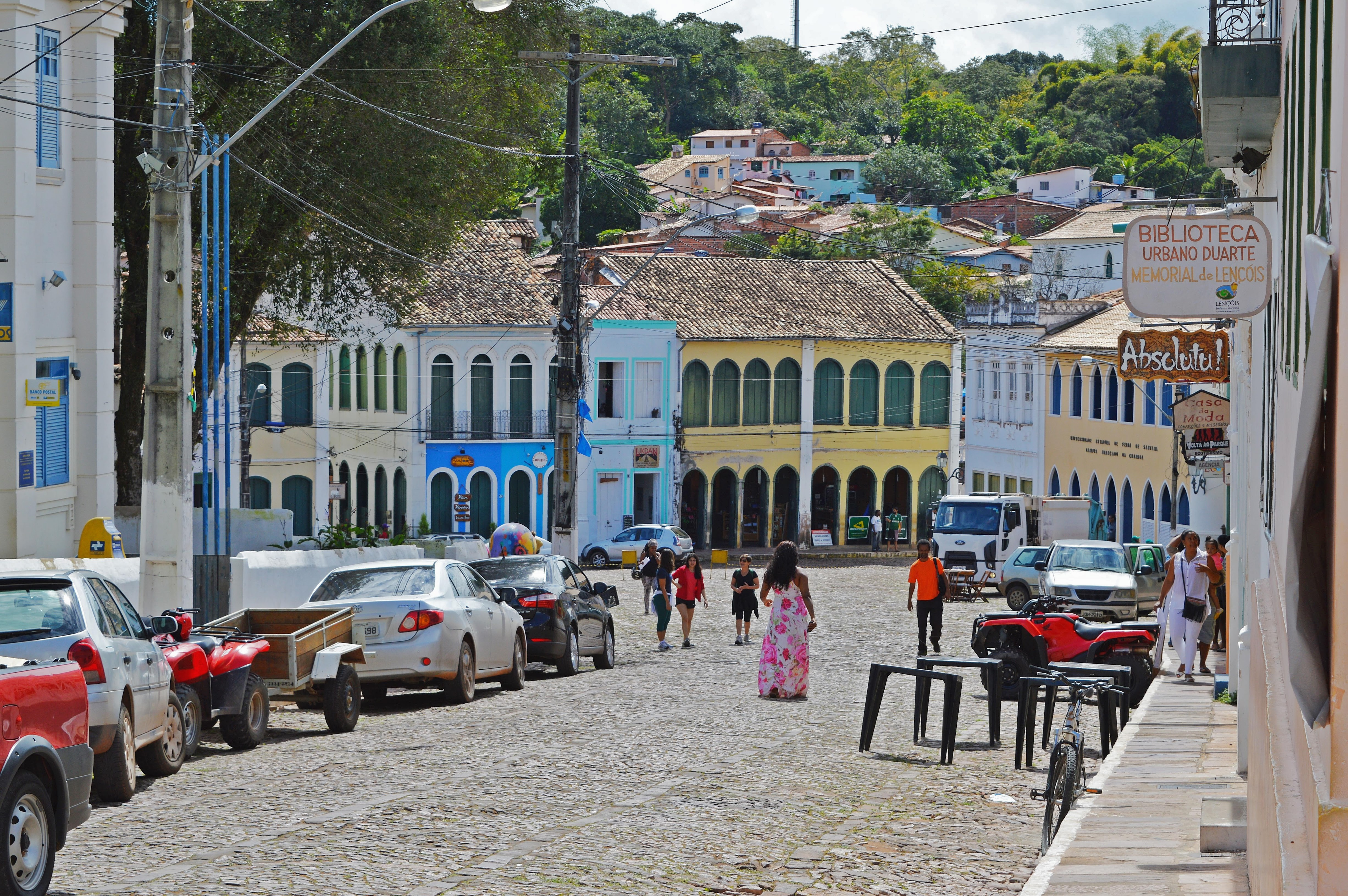
Straat in het oude deel van Lençóis

## Aangrenzende gemeenten
De gemeente grenst aan Andaraí, Bonito, Iraquara en Palmeiras.